# Jigme Khesar Namgyel Wangchuck
Jigme Khesar Namgyel Wangchuck (Katmandu, 21 febbraio 1980) è il quinto Re Drago del Bhutan, attualmente regnante.

## Biografia

### Infanzia ed educazione
Nato a Katmandu il 21 febbraio 1980, è il figlio del IV Re Drago Jigme Singye Wangchuck e della regina Ashi Tshering Yangdon Wangchuck. Ha una sorella, Ashi Dechen Yangzom, e un fratello, Gyaltshab Jigme Dorji, oltre a quattro sorellastre e tre fratellastri.
Dopo aver completato gli studi alla Yangchenphug High School nel Bhutan, Khesar ha studiato alla Phillips Academy ad Andover, Massachusetts, per poi trasferirsi presso la Cushing Academy, dove ha completato gli studi superiori. Si è iscritto al Wheaton College, sempre negli Stati Uniti d'America, prima di laurearsi in Relazioni internazionali al Magdalen College dell'Università di Oxford.

### Ascesa al trono

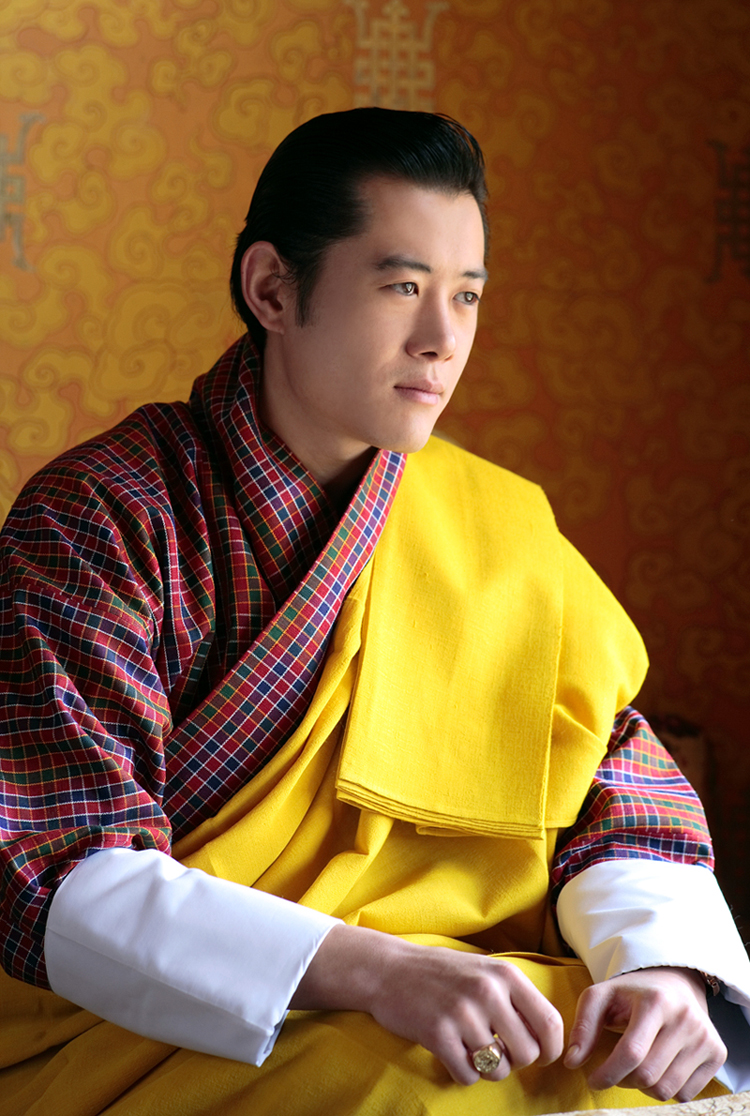
Wangchuck nel 2007

Il 9 dicembre 2006, dopo l'abdicazione del padre, è stato nominato nuovo Re Drago del Bhutan. L'incoronazione ufficiale è avvenuta il 6 novembre 2008 nel palazzo reale di Thimpu, Tashichoedzong.

### Matrimonio e discendenza
Durante l'apertura del parlamento, il 20 maggio 2011, il re ha annunciato il fidanzamento con la connazionale Ashi Jetsun Pema, nata a Thimphu il 4 giugno 1990. Il 13 ottobre 2011 si sono sposati; Jetsun Pema è diventata così regina del Bhutan (Druk Gyaltsuen).
Il 5 febbraio 2016 Jetsun Pema ha dato alla luce il loro primo figlio, Jigme Namgyel Wangchuck, principe ereditario.
Nel dicembre 2019 è stato annunciato che la coppia regnante stava aspettando un altro figlio. Il secondo figlio, il principe Jigme Ugyen Wangchuck, è nato il 19 marzo 2020.
Il 9 settembre 2023, la regina ha dato alla luce la principessa Sonam Yangden Wangchuck.

## Patrocini
- Presidente onorario della Camera di Commercio e Industria del Bhutan.
- Presidente onorario della Fondazione India e Bhutan.
- Presidente onorario dell'Associazione Scout del Bhutan.
- Presidente onorario della Convenzione Europea delle società del Bhutan.
- Presidente onorario del Centro Oxford per gli studi buddisti.
- Presidente onorario dell'Associazione di Amicizia Bhutan-India.
- Presidente onorario della Federazione di Tiro del Bhutan (BSF) [1997].
- Presidente onorario della Società Reale per la Protezione della Natura (RSPN).

## Ascendenza
|                                                       |               |                                                     | Genitori                                     |  |  | Nonni |  |  | Bisnonni                                |  |  | Trisnonni                              |  |
|                                                       |               |                                                     |                                              |  |  |       |  |  | Jigme Wangchuck, II Re Drago del Bhutan |  |  | Ugyen Wangchuck, I Re Drago del Bhutan |  |
|                                                       |               |                                                     |                                              |  |  |       |  |  | Jigme Wangchuck, II Re Drago del Bhutan |  |  | Ugyen Wangchuck, I Re Drago del Bhutan |  |
|                                                       |               | Tsundue Pema Lhamo                                  |                                              |  |  |       |  |  | Jigme Wangchuck, II Re Drago del Bhutan |  |  |                                        |  |
| Jigme Dorji Wangchuck, III Re Drago del Bhutan        |               |                                                     |                                              |  |  |       |  |  | Jigme Wangchuck, II Re Drago del Bhutan |  |  |                                        |  |
|                                                       |               | Phuntsho Choden                                     | Jamyang, Chumed Zhalgno                      |  |  |       |  |  |                                         |  |  |                                        |  |
|                                                       |               | Phuntsho Choden                                     | Jamyang, Chumed Zhalgno                      |  |  |       |  |  |                                         |  |  |                                        |  |
|                                                       |               | Phuntsho Choden                                     | Decho Dorji                                  |  |  |       |  |  |                                         |  |  |                                        |  |
| Jigme Singye Wangchuck, IV Re Drago del Bhutan        |               | Phuntsho Choden                                     |                                              |  |  |       |  |  |                                         |  |  |                                        |  |
|                                                       |               | Ragià Sonam Tobgye Dorji, Primo ministro del Bhutan | Ragià Ugyen Dorji, Primo ministro del Bhutan |  |  |       |  |  |                                         |  |  |                                        |  |
|                                                       |               | Ragià Sonam Tobgye Dorji, Primo ministro del Bhutan | Ragià Ugyen Dorji, Primo ministro del Bhutan |  |  |       |  |  |                                         |  |  |                                        |  |
|                                                       |               | Ragià Sonam Tobgye Dorji, Primo ministro del Bhutan | …                                            |  |  |       |  |  |                                         |  |  |                                        |  |
| Kesang Choden                                         |               | Ragià Sonam Tobgye Dorji, Primo ministro del Bhutan |                                              |  |  |       |  |  |                                         |  |  |                                        |  |
|                                                       |               | Rani Mayum Chonying Wangmo Dorji                    | Sir Thutob Namgyal, IX Maragià di Sikkim     |  |  |       |  |  |                                         |  |  |                                        |  |
|                                                       |               | Rani Mayum Chonying Wangmo Dorji                    | Sir Thutob Namgyal, IX Maragià di Sikkim     |  |  |       |  |  |                                         |  |  |                                        |  |
|                                                       |               | Rani Mayum Chonying Wangmo Dorji                    | Yeshay Dolma                                 |  |  |       |  |  |                                         |  |  |                                        |  |
| Jigme Khesar Namgyel Wangchuck, V Re Drago del Bhutan |               | Rani Mayum Chonying Wangmo Dorji                    |                                              |  |  |       |  |  |                                         |  |  |                                        |  |
|                                                       | Sangay Tenzin | Kuenga Gyeltshen                                    |                                              |  |  |       |  |  |                                         |  |  |                                        |  |
|                                                       | Sangay Tenzin | Kuenga Gyeltshen                                    |                                              |  |  |       |  |  |                                         |  |  |                                        |  |
|                                                       | Sangay Tenzin | Ngodrup Pem                                         |                                              |  |  |       |  |  |                                         |  |  |                                        |  |
| Yab Dasho Ugyen Dorji                                 | Sangay Tenzin |                                                     |                                              |  |  |       |  |  |                                         |  |  |                                        |  |
|                                                       |               | Dorji Om                                            | Gyeltshen Dorji, V Sersang Lama              |  |  |       |  |  |                                         |  |  |                                        |  |
|                                                       |               | Dorji Om                                            | Gyeltshen Dorji, V Sersang Lama              |  |  |       |  |  |                                         |  |  |                                        |  |
|                                                       |               | Dorji Om                                            | Abi Yum Yangchen Droelma                     |  |  |       |  |  |                                         |  |  |                                        |  |
| Tshering Yangdon                                      |               | Dorji Om                                            |                                              |  |  |       |  |  |                                         |  |  |                                        |  |
|                                                       |               | Lopen Duba                                          | …                                            |  |  |       |  |  |                                         |  |  |                                        |  |
|                                                       |               | Lopen Duba                                          | …                                            |  |  |       |  |  |                                         |  |  |                                        |  |
|                                                       |               | Lopen Duba                                          | …                                            |  |  |       |  |  |                                         |  |  |                                        |  |
| Yum Thuiji Zam                                        |               | Lopen Duba                                          |                                              |  |  |       |  |  |                                         |  |  |                                        |  |
|                                                       |               | Aum Ugay Dem                                        | …                                            |  |  |       |  |  |                                         |  |  |                                        |  |
|                                                       |               | Aum Ugay Dem                                        | …                                            |  |  |       |  |  |                                         |  |  |                                        |  |
|                                                       |               | Aum Ugay Dem                                        | …                                            |  |  |       |  |  |                                         |  |  |                                        |  |
|                                                       |               | Aum Ugay Dem                                        |                                              |  |  |       |  |  |                                         |  |  |                                        |  |